# Renate Schubert (Sportlerin)
Renate Schubert (geboren am 28. September 1942 in Hagen) ist eine deutsche Sportlerin und Autorin von Handballlehrwerken.

## Sportkarriere
Renate Schubert war in mehreren Sportarten aktiv. Besonders erfolgreich war sie im Handball, sowohl als Spielerin als auch als Handballtrainerin.
Ihr erster Sportverein war die Selbecker Turnerschaft 1896 Hagen. In der Jugend war sie Speerwerferin beim ASC 09 Dortmund, später beim OSC Dortmund und nahm an den Qualifikationskämpfen für die Teilnahme an den Olympischen Sommerspielen 1964 teil.
Handball spielte sie zunächst noch auf dem Großfeld, später auch in der Halle, ihre Spielposition war der Rückraum. Sie war aktiv beim TSV Fichte Hagen, wechselte von dort während ihres Studiums zum in der Regionalliga auflaufenden TVD Velbert und später zum TuS Eintracht Minden, mit dem sie die Deutsche Meisterschaft 1973 gewann.
Nach ihrer aktiven Karriere wurde sie Handballtrainerin, zunächst bei den Frauen von Eintracht Minden, Ende der 1970er Jahre bei den Männer von Eintracht Minden. Weitere Stationen als Trainerin waren SpVg Heepen, SC Babenhausen und TuS Brockhagen. Auch im Bereich der Landesauswahlen und des Deutschen Handballbunds war sie als Trainerin der weiblichen Jugend aktiv. Zuletzt leitete sie das Torwarttraining der Frauen bei der HSG Blomberg-Lippe.
Im Bereich Handball ist sie auch als Fachautorin tätig gewesen, sie ist Autorin der Handball-Kartothek und des 'Handbuchs Kinderhandball‘.

## Privates
Renate Schubert studierte nach ihrer Ausbildung und Arbeit als Technikerin von 1967 bis 1971 an der Deutschen Sporthochschule Köln. Ab 1971 arbeitete sie als Wissenschaftliche Mitarbeiterin an der Pädagogischen Hochschule Westfalen-Lippe und der Universität Bielefeld. Sie lebt in Werther (Westf.).